# Pharomitrium subsessile
Pharomitrium subsessile là một loài rêu trong họ Pottiaceae. Loài này được (Brid.) Schimp. mô tả khoa học đầu tiên năm 1860.